# Le Mesnilbus
Le Mesnilbus és un municipi francès situat al departament de la Manche i a la regió de Normandia. L'any 2007 tenia 262 habitants.

## Demografia

### Població
El 2007 la població de fet de Le Mesnilbus era de 262 persones. Hi havia 103 famílies de les quals 27 eren unipersonals (8 homes vivint sols i 19 dones vivint soles), 30 parelles sense fills, 38 parelles amb fills i 8 famílies monoparentals amb fills.
La població ha evolucionat segons el següent gràfic:
Habitants censats

### Habitatges
El 2007 hi havia 136 habitatges, 108 eren l'habitatge principal de la família, 17 eren segones residències i 11 estaven desocupats. Tots els 136 habitatges eren cases. Dels 108 habitatges principals, 84 estaven ocupats pels seus propietaris, 18 estaven llogats i ocupats pels llogaters i 6 estaven cedits a títol gratuït; 7 tenien dues cambres, 13 en tenien tres, 27 en tenien quatre i 61 en tenien cinc o més. 92 habitatges disposaven pel capbaix d'una plaça de pàrquing. A 48 habitatges hi havia un automòbil i a 50 n'hi havia dos o més.

### Piràmide de població
La piràmide de població per edats i sexe el 2009 era:
| Homes | Edats   | Dones |
| ----- | ------- | ----- |
| 0     | 95 o +  | 0     |
| 0     | 90 a 94 | 0     |
| 0     | 85 a 89 | 12    |
| 4     | 80 a 84 | 4     |
| 0     | 75 a 79 | 4     |
| 4     | 70 a 74 | 4     |
| 4     | 65 a 69 | 20    |
| 12    | 60 a 64 | 0     |
| 12    | 55 a 59 | 8     |
| 8     | 50 a 54 | 0     |
| 0     | 45 a 49 | 8     |
| 4     | 40 a 44 | 0     |
| 20    | 35 a 39 | 8     |
| 28    | 30 a 34 | 8     |
| 4     | 25 a 29 | 8     |
| 4     | 20 a 24 | 8     |
| 12    | 15 a 19 | 8     |
| 4     | 10 a 14 | 4     |
| 4     | 5 a 9   | 0     |
| 20    | 0 a 4   | 12    |

## Economia
El 2007 la població en edat de treballar era de 166 persones, 121 eren actives i 45 eren inactives. De les 121 persones actives 108 estaven ocupades (59 homes i 49 dones) i 14 estaven aturades (7 homes i 7 dones). De les 45 persones inactives 22 estaven jubilades, 8 estaven estudiant i 15 estaven classificades com a «altres inactius».

### Ingressos
El 2009 a Le Mesnilbus hi havia 118 unitats fiscals que integraven 283 persones, la mediana anual d'ingressos fiscals per persona era de 14.821 €.

### Activitats econòmiques
Dels 7 establiments que hi havia el 2007, 2 eren d'empreses de construcció, 2 d'empreses de comerç i reparació d'automòbils, 2 d'empreses d'hostatgeria i restauració i 1 d'una empresa classificada com a «altres activitats de serveis».
Dels 2 establiments de servei als particulars que hi havia el 2009, 1 era un paleta i 1 fusteria.
L'únic establiment comercial que hi havia el 2009 era una botiga de menys de 120 m².
L'any 2000 a Le Mesnilbus hi havia 24 explotacions agrícoles que ocupaven un total de 396 hectàrees.

## Poblacions més properes
El següent diagrama mostra les poblacions més properes.